# Лосенек
Лосенек (пол. Łosienek) — село в Польщі, у гміні Пекошув Келецького повіту Свентокшиського воєводства.
Населення — 583 особи (2011).
У 1975-1998 роках село належало до Келецького воєводства.

## Демографія
Демографічна структура на день 31 березня 2011 року:
|          | Загалом | Допрацездатний вік | Працездатний вік | Постпрацездатний вік |
| -------- | ------- | ------------------ | ---------------- | -------------------- |
| Чоловіки | 297     | 73                 | 192              | 32                   |
| Жінки    | 286     | 62                 | 164              | 60                   |
| Разом    | 583     | 135                | 356              | 92                   |